# Digonodes gnorimaria
Digonodes gnorimaria là một loài bướm đêm trong họ Geometridae.